# زرنيخيد الألومنيوم والغاليوم

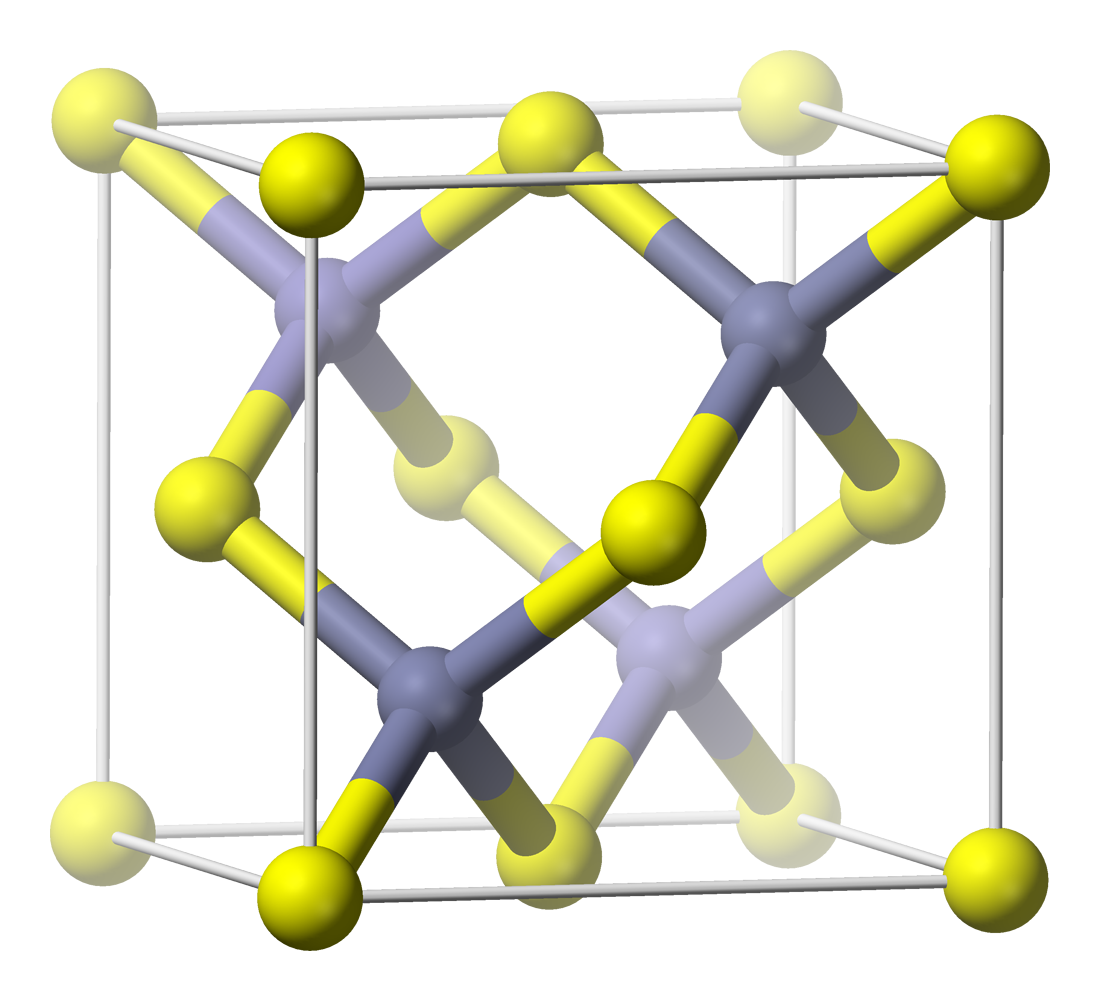

 زرنيخيد الألومنيوم والغاليوم  هي مادة شبه موصلة لها الصيغة العامة (AlxGa(1-x) As) حيث تتراوح قيمة x بين 0 والـ 1، فالمركب بالتالي عن خليطة عشوائية من زرنيخيد الغاليوم GaAs وزرنيخيد الألومنيوم AlAs.